# Friedrich Wilhelm Ludwig Kraenzlin
Friedrich (Fritz) Wilhelm Ludwig Kränzlin (1847-1934)
Na história Europeia do estudo das orquídeas do Sul da África, Fritz Kränzlin aparece após Heinrich Gustav Reichenbach descrevendo muitas orquídeas novas na região e revisando alguns gêneros. Seu livro Orchidacearum Genera et Species nunca foi terminado, mas o volume contendo os gênerosHabenaria, Disa, e Disperis estava completo em 1901.
Associated with the Natural History Museum (BM).

## Publicações
- Pfitzer, Ernst Hugo Heinrich; Kraenzlin, Friedrich Wilhelm Ludwig (1907). Orchidaceae Monandrae - Coelogyninae. [S.l.: s.n.] Consultado em 12 de maio de 2008. Arquivado do original (PDF) em 9 de maio de 2008. Cortesia do Jardin Botânico Real, España - Biblioteca Digital
- Pfitzer, Ernst Hugo Heinrich; Kraenzlin, Friedrich Wilhelm Ludwig (1907). Orchidaceae Monandrae - Thelasinae. [S.l.: s.n.] Consultado em 12 de maio de 2008. Arquivado do original (PDF) em 9 de maio de 2008. Cortesia do Jardin Botânico Real, España - Biblioteca Digital
- Kraenzlin, Friedrich Wilhelm Ludwig. Das Pflanzenreich. Regni vegetabilis conspectus. Im Auftrage der Preuss. Akademie der Wissenschaften / herausgegeben von A. Engler ; [Heft 83] IV. 50. Orchidaceae-Monandrae-Pseudomonopodiales mit 101 Einzelbildern in 5 Figuren / von Fr. Kränzlin. [S.l.]: Leipzig : Verlag von Wilhelm Engelmann (Druck von Breitkopf & Härtel in Leipzig)